# Thropton
Thropton – wieś i civil parish w Anglii, w hrabstwie Northumberland. W 2011 civil parish liczyła 458 mieszkańców.